# Repêchage d'entrée dans la KHL 2014
2013 2015
Le repêchage d'entrée dans la KHL 2014 est le sixième repêchage de l'histoire de la Ligue continentale de hockey. Il est présenté le 8 mai 2014 au Palais de glace Saint-Pétersbourg.

## Règles
Les équipes ont le droit de protéger cinq joueurs de leurs équipes de jeunes en faisant opposition lorsqu'un autre club le repêche. Au delà de cinq oppositions, une équipe ne plus s'opposer à une sélection adverse.
Un club peut utiliser un choix de repêchage pour sélectionner un de ses propres joueurs.
Les joueurs éligibles ne doivent pas être sous contrat avec un club de VHL, MHL ou KHL.

## Le repêchage

### Premier tour
| Rang | Joueur                | Position | Nationalité   | Équipe KHL                                         | Repêché de                   | Joueur protégé |
| ---- | --------------------- | -------- | ------------- | -------------------------------------------------- | ---------------------------- | -------------- |
| 1    | Kirill Kaprizov       | A        | Russie        | Metallourg Novokouznetsk                           | Metallourg Novokouznetsk     |                |
| 2    | Roman Ivachov         | A        | Russie        | HK Dinamo Minsk→Avtomobilist Iekaterinbourg        | Avtomobilist Iekaterinbourg  | 1/5            |
| 3    | Pavel Podloubochnov   | AG       | Russie        | HK Dinamo Minsk→HK CSKA Moscou                     | HK CSKA Moscou               | 1/5            |
| 4    | Aleksandr Chtchemerov | D        | Russie        | HK Dinamo Minsk→Avtomobilist Iekaterinbourg        | Avtomobilist Iekaterinbourg  | 2/5            |
| 5    | Ivan Kachtanov        | AG       | Russie        | HK Dinamo Minsk→HK CSKA Moscou                     | HK CSKA Moscou               | 2/5            |
| 6    | Denis Alekseïev       | C        | Russie        | HK Dinamo Minsk→Lokomotiv Iaroslavl                | Lokomotiv Iaroslavl          | protégé        |
| 7    | Aleksandr Kozyrev     | D        | Russie        | HK Dinamo Minsk                                    | HK CSKA Moscou               |                |
| 8    | Pavel Karnaoukhov     | C        | Biélorussie   | HK CSKA Moscou                                     | HK CSKA Moscou               |                |
| 9    | Nikita Korosteliov    | AD       | Russie        | Avtomobilist Iekaterinbourg                        | Sting de Sarnia (LHO)        |                |
| 10   | Iegor Rykov           | D        | Russie        | SKA Saint-Pétersbourg                              | SKA Saint-Pétersbourg        |                |
| 11   | Nikita Li             | A        | Russie        | HK Spartak Moscou                                  | HK Spartak Moscou            |                |
| 12   | Denis Malgin          | C        | Suisse Russie | HK CSKA Moscou                                     | GCK Lions (LNB)              |                |
| 13   | Tigran Manoukian      | A        | Arménie       | Avangard Omsk                                      | Avangard Omsk                |                |
| 14   | Erik Černák           | D        | Slovaquie     | HC Slovan Bratislava                               | HC Košice (Extraliga)        |                |
| 15   | Dmitri Joukenov       | D        | Russie        | Avangard Omsk                                      | Avangard Omsk                |                |
| 16   | Iakov Trenine         | C        | Russie        | Traktor Tcheliabinsk                               | Traktor Tcheliabinsk         |                |
| 17   | Aleksandr Volkov      | A        | Russie        | SKA Saint-Pétersbourg                              | SKA Saint-Pétersbourg        |                |
| 18   | Anton Pervov          | A        | Russie        | Atlant Mytichtchi                                  | Severstal Tcherepovets       | 1/5            |
| 19   | Iegor Babenko         | A        | Kazakhstan    | HK CSKA Moscou                                     | Roubine Tioumen              |                |
| 20   | Boris Levitski        | A        | Russie        | Lokomotiv Iaroslavl                                | Traktor Tcheliabinsk         |                |
| 21   | Ievgueni Mitiakine    | A        | Russie        | Neftekhimik Nijnekamsk→Avtomobilist Iekaterinbourg | Avtomobilist Iekaterinbourg  | 3/5            |
| 22   | Iegor Sorokine        | D        | Russie        | Neftekhimik Nijnekamsk                             | Avtomobilist Iekaterinbourg  |                |
| 23   | Artiom Vladimirov     | D        | Russie        | Sibir Novossibirsk                                 | Sibir Novossibirsk           |                |
| 24   | Semion Kracheninnikov | G        | Russie        | HK CSKA Moscou                                     | HK CSKA Moscou               |                |
| 25   | Travis Konecny        | C        | Canada        | Dinamo Riga                                        | 67 d'Ottawa (LHO)            |                |
| 26   | Jérémy Roy            | D        | Canada        | Dinamo Riga                                        | Phœnix de Sherbrooke (LHJMQ) |                |
| 27   | Ivan Volodine         | A        | Russie        | SKA Saint-Pétersbourg                              | Iermak Angarsk (VHL)         |                |
| 28   | Mikhaïl Vorobiov      | C        | Russie        | Salavat Ioulaïev Oufa                              | Salavat Ioulaïev Oufa        |                |
| 29   | Iegor Volkov          | D        | Russie        | Barys Astana→Traktor Tcheliabinsk                  | Traktor Tcheliabinsk         | 1/5            |
| 30   | Pavel Netchistovski   | G        | Russie        | Barys Astana→Traktor Tcheliabinsk                  | Traktor Tcheliabinsk         | 2/5            |
| 31   | Maksim Chipine        | A        | Russie        | Barys Astana→Traktor Tcheliabinsk                  | Traktor Tcheliabinsk         | 3/5            |
| 32   | Iouri Moguilnikov     | AG       | Russie        | Barys Astana→Traktor Tcheliabinsk                  | Traktor Tcheliabinsk         | 4/5            |
| 33   | Aleksandr Gaponov     | D        | Russie        | Barys Astana                                       | Traktor Tcheliabinsk         |                |
| 34   | Ilia Samsonov         | G        | Russie        | Metallourg Magnitogorsk                            | Metallourg Magnitogorsk      |                |
| 35   | Vladimir Barabanov    | A        | Russie        | SKA Saint-Pétersbourg                              | SKA Saint-Pétersbourg        |                |
| 36   | Denis Tsoukanov       | A        | Russie        | Ak Bars Kazan                                      | Junior-Sputnik Nižni Tagil   |                |
| 37   | Andreï Nesterov       | D        | Russie        | SKA Saint-Pétersbourg                              | SKA Saint-Pétersbourg        |                |
| 38   | Artiom Ikamatskikh    | D        | Russie        | Metallurg Magnitogorsk                             | Metallurg Magnitogorsk       |                |
| 39   | Ivan Bezroukov        | AD       | Russie        | Traktor Tcheliabinsk                               | Traktor Tcheliabinsk         |                |
| 40   | Denis Smirnov         | AG       | Russie        | HK Sotchi                                          | Ice de l'Indiana (USHL)      |                |
| 41   | Aleksi Saarela        | C        | Finlande      | Jokerit                                            | Lukko (SM-Liiga)             |                |
| 42   | Denis Gourianov       | A        | Russie        | Avtomobilist Iekaterinbourg→Lada Togliatti         | Lada Togliatti               | 1/5            |
| 43   | Vladislav Chichkov    | D        | Russie        | Avtomobilist Iekaterinbourg                        | Avtomobilist Iekaterinbourg  |                |

### Deuxième tour
| Rang | Joueur                | Position | Nationalité | Équipe KHL                                    | Repêché de                                     | Joueur protégé |
| ---- | --------------------- | -------- | ----------- | --------------------------------------------- | ---------------------------------------------- | -------------- |
| 44   | Mikhaïl Biakine       | C        | Russie      | Avtomobilist Iekaterinbourg→HK CSKA Moscou    | HK CSKA Moscou                                 | 3/5            |
| 45   | Aleksandr Petounine   | A        | Russie      | Avtomobilist Iekaterinbourg→HK Dinamo Moscou  | HK Dinamo Moscou                               | 1/5            |
| 46   | Maksim Askarov        | A        | Russie      | Avtomobilist Iekaterinbourg                   | Tchelmet Tcheliabinsk                          |                |
| 47   | Arttu Ruotsalainen    | A        | Finlande    | Metallourg Novokouznetsk                      | Karpat Oulu (Liiga)                            |                |
| 48   | Sergueï Zborovski     | D        | Russie      | HK Dinamo Minsk→HK Dinamo Moscou              | HK Dinamo Moscou                               | 2/5            |
| 49   | Artiom Volkov         | D        | Russie      | HK Dinamo Minsk→HK Dinamo Moscou              | HK Dinamo Moscou                               | 3/5            |
| 50   | Nikolaï Tchebykine    | A        | Russie      | HK Dinamo Minsk→HK Dinamo Moscou              | HK Dinamo Moscou                               | 4/5            |
| 51   | Ievgueni Kiseliov     | G        | Russie      | HK Dinamo Minsk→HK Dinamo Moscou              | HK Dinamo Moscou                               | 5/5            |
| 52   | Marsel Ibraguimov     | D        | Russie      | HK Dinamo Minsk                               | HK Dinamo Moscou                               |                |
| 53   | Ievgueni Choulechov   | D        | Russie      | Neftekhimik Nijnekamsk                        | Sokol Krasnoïarsk                              |                |
| 54   | Aleksandr Samoliov    | G        | Russie      | HK CSKA Moscou                                | HK CSKA Moscou                                 |                |
| 55   | Kirill Kalinine       | G        | Russie      | HK Spartak Moscou                             | HK Spartak Moscou                              |                |
| 56   | Dmitri Iouchkevitch   | D        | Russie      | Iougra Khanty-Mansiïsk→Lokomotiv Iaroslavl    | Lokomotiv Iaroslavl                            | protégé        |
| 57   | Vladislav Dioukarev   | A        | Russie      | Iougra Khanty-Mansiïsk→Metallurg Magnitogorsk | Metallurg Magnitogorsk                         | 1/5            |
| 58   | Anton Grichanov       | D        | Biélorussie | Iougra Khanty-Mansiïsk                        | Avangard Omsk                                  |                |
| 59   | Radovan Bondra        | AD       | Slovaquie   | HC Slovan Bratislava                          | HC Kosice (Slovnaft Extraliga)                 |                |
| 60   | Maksim Mineïev        | D        | Russie      | Avangard Omsk                                 | Avangard Omsk                                  |                |
| 61   | Timour Fatkoulline    | D        | Russie      | Traktor Tcheliabinsk                          | Traktor Tcheliabinsk                           |                |
| 62   | Sebastian Aho         | A        | Finlande    | Severstal Tcherepovets                        | Karpat Oulu                                    |                |
| 63   | Sergueï Guolov        | D        | Russie      | Atlant Mytichtchi                             | HK Dinamo Moscou                               |                |
| 64   | Iegor Voronkov        | D        | Russie      | Admiral Vladivostok→HK Vitiaz                 | HK Vitiaz                                      | 1/5            |
| 65   | Aleksandr Jebelev     | A        | Russie      | Admiral Vladivostok                           | HK Dinamo Moscou                               |                |
| 66   | Dennis Yan            | AG       | États-Unis  | Lokomotiv Iaroslavl                           | United States National Development Team (USHL) |                |
| 67   | Valeri Botchkariov    | A        | Russie      | HK Vitiaz                                     | HK Vitiaz                                      |                |
| 68   | Grigori Ankoudinov    | D        | Russie      | Sibir Novossibirsk                            | Traktor Tcheliabinsk                           |                |
| 69   | Andreï Bannikov       | A        | Russie      | Avtomobilist Iekaterinbourg                   | Gornjak Utsaly                                 |                |
| 70   | Anton Krasotkine      | G        | Russie      | KHL Medveščak→Lokomotiv Iaroslavl             | Lokomotiv Iaroslavl                            | protégé        |
| 71   | Mikhaïl Sidorov       | D        | Russie      | KHL Medveščak→Lokomotiv Iaroslavl             | Lokomotiv Iaroslavl                            | protégé        |
| 72   | Dmitri Belavski       | A        | Russie      | KHL Medveščak→Lokomotiv Iaroslavl             | Lokomotiv Iaroslavl                            | protégé        |
| 73   | Alekseï Platonov      | D        | Russie      | KHL Medveščak→Atlant Mytichtchi               | Atlant Mytichtchi                              | 1/5            |
| 74   | Kamil Fazylzianov     | D        | Russie      | KHL Medveščak→Neftekhimik Nijnekamsk          | Neftekhimik Nijnekamsk                         | 1/5            |
| 75   | Mikhaïl Iesaïane      | C        | Russie      | KHL Medveščak→Lokomotiv Iaroslavl             | Lokomotiv Iaroslavl                            | protégé        |
| 76   | Artiom Rojkovski      | AG       | Russie      | KHL Medveščak→Avangard Omsk                   | Avangard Omsk                                  | 2/5            |
| 77   | Connor McDavid        | C        | Canada      | KHL Medveščak                                 | Otters d'Érié (LHO)                            |                |
| 78   | Andrej Hatala         | D        | Slovaquie   | Dinamo Riga                                   | Dukla Trenčín (Slovnaft Extraliga)             |                |
| 79   | Mikhaïl Potapov       | A        | Russie      | Torpedo Nijni Novgorod                        | Torpedo Nijni Novgorod                         |                |
| 80   | Gleb Kouzmine         | A        | Russie      | Salavat Ioulaïev Oufa                         | HK Dinamo Moscou                               |                |
| 81   | Nikita Medvedev       | D        | Kazakhstan  | Barys Astana                                  | Kazzinc-Torpedo Oust-Kamenogorsk               |                |
| 82   | Pavel Zacha           | AG       | Tchéquie    | Donbass Donetsk                               | HC Bílí Tygři Liberec (Extraliga)              |                |
| 83   | Filip Chlapik         | C        | Tchéquie    | HC Lev Prague                                 | HC Sparta Prague (Extraliga)                   |                |
| 84   | Savva Guavrilov       | D        | Russie      | Ak Bars Kazan→HK Spartak Moscou               | HK Spartak Moscou                              | 1/5            |
| 85   | Anton Boutakov        | D        | Russie      | Ak Bars Kazan→Metallourg Novokouznetsk        | Metallourg Novokouznetsk                       | 2/5            |
| 86   | Daniil Dyldine        | A        | Russie      | Ak Bars Kazan→HK Spartak Moscou               | HK Spartak Moscou                              | 2/5            |
| 87   | Ivan Iemets           | AD       | Russie      | Ak Bars Kazan→Metallourg Novokouznetsk        | Metallourg Novokouznetsk                       | 3/5            |
| 88   | Artiom Valeïev        | A        | Russie      | Ak Bars Kazan                                 | Ak Bars Kazan                                  |                |
| 89   | Konstantine Volkov    | G        | Russie      | SKA Saint-Pétersbourg                         | SKA Saint-Pétersbourg                          |                |
| 90   | Danil Moukhamedzianov | A        | Russie      | Metallurg Magnitogorsk                        | Metallurg Magnitogorsk                         |                |
| 91   | Guivi Tchitava        | A        | Russie      | HK Dinamo Moscou                              | Oakland Jr. Grizzlies (T1EHL)                  |                |
| 92   | Daniil Miromanov      | A        | Russie      | HK Sotchi                                     | Toronto Jr. Canadiens (GTHL)                   |                |
| 93   | Julius Nättinen       | A        | Finlande    | Jokerit                                       | JYP Jyväskylä (Liiga)                          |                |
| 94   | Alekseï Riabokonov    | D        | Russie      | Lada Togliatti                                | Lada Togliatti                                 |                |

### Troisième tour
| Rang | Joueur              | Position | Nationalité | Équipe KHL                                      | Repêché de                         | Joueur protégé |
| ---- | ------------------- | -------- | ----------- | ----------------------------------------------- | ---------------------------------- | -------------- |
| 95   | Roman Krikounenko   | A        | Russie      | Amour Khabarovsk→Lokomotiv Iaroslavl            | Lokomotiv Iaroslavl                | protégé        |
| 96   | Aleksandr Polounine | A        | Russie      | Amour Khabarovsk→Lokomotiv Iaroslavl            | Lokomotiv Iaroslavl                | protégé        |
| 97   | Andreï Lougovoï     | AD       | Russie      | Amour Khabarovsk→HK Spartak Moscou              | HK Spartak Moscou                  | 3/5            |
| 98   | Anton Kovaliov      | A        | Russie      | Amour Khabarovsk→Avangard Omsk                  | Avangard Omsk                      | 3/5            |
| 99   | Nikita Kapteline    | A        | Russie      | Amour Khabarovsk                                | HK Dmitrov                         |                |
| 100  | Ville Jarvinen      | D        | Finlande    | Metallurg Magnitogorsk                          | Ilves Tampere (Liiga)              |                |
| 101  |                     |          |             | HK Dinamo Minsk                                 |                                    |                |
| 102  | Alekseï Bespalov    | A        | Russie      | Neftekhimik Nijnekamsk                          | Traktor Tcheliabinsk               |                |
| 103  | Petr Prochazka      | D        | Tchéquie    | Neftekhimik Nijnekamsk                          | HC Zlín (Extraliga)                |                |
| 104  | Sergueï Morozov     | D        | Russie      | HK Spartak Moscou                               | HK Spartak Moscou                  |                |
| 105  | Vladimir Kalougine  | D        | Russie      | Severstal Tcherepovets                          | HK CSKA Moscou                     |                |
| 106  | Peter Valent        | C/AG     | Slovaquie   | HC Slovan Bratislava                            | HC ’05 Banská Bystrica (1.liga)    |                |
| 107  | Oliver Kylington    | D        | Suède       | Avangard Omsk                                   | Färjestad BK (SHL)                 |                |
| 108  | Danil Iourtaïkine   | A        | Russie      | Traktor Tcheliabinsk→Lokomotiv Iaroslavl        | Lokomotiv Iaroslavl                | protégé        |
| 109  | Platon Prohorov     | D        | Russie      | Traktor Tcheliabinsk→Lokomotiv Iaroslavl        | Lokomotiv Iaroslavl                | protégé        |
| 110  | Iouri Sadrine       | A        | Russie      | Traktor Tcheliabinsk                            | Traktor Tcheliabinsk               |                |
| 111  | Igor Miassichtchev  | D        | Russie      | Severstal Tcherepovets→HK CSKA Moscou           | HK CSKA Moscou                     | 4/5            |
| 112  | Maksim Leonov       | D        | Russie      | Severstal Tcherepovets                          | HK Dinamo Moscou                   |                |
| 113  | Vladimir Bobilev    | A        | Russie      | Atlant Mytichtchi                               | Atlant Mytichtchi                  |                |
| 114  | Nikita Lotchenko    | A        | Russie      | Severstal Tcherepovets                          | Sokol Krasnoïarsk                  |                |
| 115  | Jakub Zboril        | D        | Tchéquie    | Lokomotiv Iaroslavl                             | HC Kometa Brno (Extraliga)         |                |
| 116  | Aleksandr Gomoliako | D        | Russie      | HK CSKA Moscou                                  | HK CSKA Moscou                     |                |
| 117  | Artiom Bakousine    | D        | Russie      | Sibir Novossibirsk                              | Roubine Tioumen                    |                |
| 118  | Dmitri Bouinitski   | A        | Biélorussie | Avtomobilist Iekaterinbourg→HK Dinamo Minsk     | HK Dinamo Minsk                    | 1/5            |
| 119  | Danila Kvartalnov   | AG       | Russie      | Avtomobilist Iekaterinbourg→Sibir Novossibirsk  | Sibir Novossibirsk                 | 1/5            |
| 120  | Ivan Provorov       | D        | Russie      | Avtomobilist Iekaterinbourg→Lokomotiv Iaroslavl | RoughRiders de Cedar Rapids (USHL) | protégé        |
| 121  | Nikita Tsirkoul     | G        | Russie      | Avtomobilist Iekaterinbourg                     | Avtomobilist Iekaterinbourg        |                |
| 122  | Roman Shodtchev     | D        | Russie      | KHL Medveščak                                   | Rus Moskova                        |                |
| 123  | Roman Dymacek       | A        | Tchéquie    | Dinamo Riga                                     | HC Kometa Brno (Extraliga)         |                |
| 124  | Aleksandr Sourigine | D        | Russie      | Salavat Ioulaïev Oufa→Metallurg Magnitogorsk    | Metallurg Magnitogorsk             | 2/5            |
| 125  | Mikhaïl Siroïezkine | D        | Russie      | Salavat Ioulaïev Oufa→HK Spartak Moscou         | HK Spartak Moscou                  | 4/5            |
| 126  | Piotr Kouznetsov    | D        | Russie      | Salavat Ioulaïev Oufa                           | Okanagan Hockey Academy (CSSHL)    |                |
| 127  | Vladislav Loukine   | A        | Russie      | Salavat Ioulaïev Oufa                           | Salavat Ioulaïev Oufa              |                |
| 128  | Jarkko Parikka      | D        | Finlande    | Sibir Novossibirsk                              | Buccaneers de Des Moines (USHL)    |                |
| 129  | David Kase          | A        | Tchéquie    | Avtomobilist Iekaterinbourg                     | KLH Chomutov (1.liga)              |                |
| 130  | Semion Mjelski      | D        | Russie      | HK Dinamo Moscou                                | HK Dinamo Moscou                   |                |
| 131  | Artour Tianouline   | A        | Russie      | Ak Bars Kazan                                   | Ak Bars Kazan                      |                |
| 132  | Timour Soulteïev    | D        | Russie      | SKA Saint-Pétersbourg                           | SKA Saint-Pétersbourg              |                |
| 133  | Gustav Bouramman    | D        | Suède       | Metallurg Novokuznetsk                          | Luleå HF (SHL)                     |                |
| 134  | Aleš Stezka         | G        | Tchéquie    | HC Lev Prague                                   | HC Bílí Tygři Liberec (Extraliga)  |                |
| 135  | Leonid Lazarev      | G        | Russie      | HK Sotchi                                       | Siskins de Waterloo (GOJHL)        |                |
| 136  | Jens Lööke          | AG       | Suède       | Jokerit                                         | Brynäs IF (SHL)                    |                |
| 137  | Ilia Zoukov         | C        | Russie      | Lada Togliatti                                  | Lada Togliatti                     |                |

### Quatrième tour
| Rang | Joueur                 | Position | Nationalité | Équipe KHL                                | Repêché de                      | Joueur protégé |
| ---- | ---------------------- | -------- | ----------- | ----------------------------------------- | ------------------------------- | -------------- |
| 138  | Aleksei Nikonorov      | A        | Russie      | HK Dinamo Moscou                          | Kristall Elektrostal            |                |
| 139  | Ivan Vorobiov          | A        | Russie      | Neftekhimik Nijnekamsk                    | HK Dinamo Moscou                |                |
| 140  | Michael Spacek         | A        | Tchéquie    | HK Dinamo Minsk                           | HC Pardubice (Extraliga)        |                |
| 141  | Igor Ougolnikov        | A        | Russie      | Neftekhimik Nijnekamsk                    | Neftekhimik Nijnekamsk          |                |
| 142  | Pavel Skoumatov        | A        | Russie      | HK Vitiaz                                 | HK Vitiaz                       |                |
| 143  | Luka Zorko             | D        | Slovénie    | HK Spartak Moscou                         | Atlant Mytichtchi               |                |
| 144  | Artour Gizdatoulline   | A        | Russie      | Torpedo Nijni Novgorod                    | Ak Bars Kazan                   |                |
| 145  | Martin Andrisik        | A        | Slovaquie   | HC Slovan Bratislava                      | HC ’05 Banská Bystrica (1.liga) |                |
| 146  | Filip Suchy            | A        | Tchéquie    | HK CSKA Moscou                            | HC Škoda Plzeň (Extraliga)      |                |
| 147  | Aleksei Novitchkov     | A        | Russie      | Traktor Tcheliabinsk                      | Traktor Tcheliabinsk            |                |
| 148  | Filip Dvorak           | A        | Tchéquie    | Avangard Omsk                             | HC Kometa Brno (Extraliga)      |                |
| 149  | Martin Svoboda         | A        | Tchéquie    | Atlant Mytichtchi                         | HC Sparta Prague (Extraliga)    |                |
| 150  | Damir Housaïnov        | A        | Russie      | Admiral Vladivostok                       | Rus Moskova                     |                |
| 151  | Roger Karrer           | D        | Suisse      | Lokomotiv Iaroslavl                       | GCK Lions (LNB)                 |                |
| 152  | Anton Roubane          | A        | Russie      | Avtomobilist Iekaterinbourg→Avangard Omsk | Avangard Omsk                   | 4/5            |
| 153  | Igor Golechtchihine    | A        | Russie      | Avtomobilist Iekaterinbourg               | Avangard Omsk                   |                |
| 154  | Kirill Ourakov         | A        | Russie      | Torpedo Nijni Novgorod                    | Ijstal Ijevsk                   |                |
| 155  | Artiom Sadretdinov     | A        | Russie      | HK CSKA Moscou                            | HK CSKA Moscou                  |                |
| 156  | Jesse Gabrielle        | AG       | Canada      | KHL Medveščak                             | Wheat Kings de Brandon (LHO)    |                |
| 157  | Kristians Rubins       | D        | Lettonie    | Dinamo Riga                               | Västerås IK (SHL)               |                |
| 158  | Nikita Milehine        | A        | Russie      | Severstal Tcherepovets                    | HK Dinamo Moscou                |                |
| 159  | Ivan Bitkine           | D        | Russie      | Salavat Ioulaïev Oufa                     | Rus Moskova                     |                |
| 160  | Denis Iermosenko       | D        | Russie      | Salavat Ioulaïev Oufa                     | HK Spartak Moscou               |                |
| 161  | Aleksandr Ienïouichine | G        | Russie      | Neftekhimik Nijnekamsk                    | Neftekhimik Nijnekamsk          |                |
| 162  | Lukas Jasek            | A        | Tchéquie    | HC Lev Prague                             | Södertälje SK (SHL)             |                |
| 163  | Roman Sattarov         | A        | Russie      | Ak Bars Kazan                             | Ak Bars Kazan                   |                |
| 164  | Pavel Pravilo          | A        | Russie      | Atlant Mytichtchi                         | Atlant Mytichtchi               |                |
| 165  | Anton Tchmishov        | D        | Russie      | Metallurg Magnitogorsk→HK CSKA Moscou     | HK CSKA Moscou                  | 5/5            |
| 166  | Sergueï Tchoutchkov    | A        | Russie      | Metallurg Magnitogorsk                    | Metallurg Magnitogorsk          |                |
| 167  | Rihards Puide          | A        | Lettonie    | HC Lev Prague                             | ZSC Lions (LNA)                 |                |
| 168  | Daniel Vladar          | G        | Tchéquie    | HK Sotchi                                 | HC Kladno (Extraliga)           |                |
| 169  | Veeti Vainio           | D        | Finlande    | Jokerit                                   | Espoo Blues (Liiga)             |                |
| 170  | Daniil Sorokine        | D        | Russie      | Lada Togliatti                            | Lada Togliatti                  |                |

### Cinquième tour
| Rang | Joueur                      | Position | Nationalité | Équipe KHL                                         | Repêché de                     | Joueur protégé |
| ---- | --------------------------- | -------- | ----------- | -------------------------------------------------- | ------------------------------ | -------------- |
| 171  | Andreï Ilyin                | A        | Russie      | Amour Khabarovsk                                   | HK CSKA Moscou                 |                |
| 172  | Matej Tomek                 | G        | Slovaquie   | Lokomotiv Iaroslavl                                | HK Orange 20 (1.liga)          |                |
| 173  | Filip Ahl                   | AG       | Suède       | HK Dinamo Minsk                                    | HV71 (SHL)                     |                |
| 174  | Andreï Obidine              | A        | Russie      | Neftekhimik Nijnekamsk→Avtomobilist Iekaterinbourg | Avtomobilist Iekaterinbourg    | 4/5            |
| 175  | Maksim Kachine              | A        | Russie      | Neftekhimik Nijnekamsk                             | Altaï Barnaoul                 |                |
| 176  | Dmitri Noskov               | A        | Russie      | SKA Saint-Pétersbourg→Salavat Ioulaïev Oufa        | Salavat Ioulaïev Oufa          |                |
| 177  | Stanislav Chepitko          | A        | Russie      | SKA Saint-Pétersbourg                              | SKA Saint-Pétersbourg          |                |
| 178  | Vladislav Prihodko          | A        | Russie      | Metallurg Magnitogorsk                             | Metallurg Magnitogorsk         |                |
| 179  | Dmitri Drojine              | A        | Russie      | Neftekhimik Nijnekamsk                             | HK Dmitrov                     |                |
| 180  | Denis Piatoprsty            | AD       | Slovaquie   | HC Slovan Bratislava                               | BK Mladá Boleslav (1.liga)     |                |
| 181  | Vladislav Bouïanov          | A/D      | Russie      | Severstal Tcherepovets                             | Zelenograd Moscou              |                |
| 182  | Callum Booth                | G        | Canada      | Traktor Tcheliabinsk                               | Remparts de Québec (LHJMQ)     |                |
| 183  | Denis Loutchev              | A        | Russie      | Severstal Tcherepovets                             | Altaï Barnaoul                 |                |
| 184  | Savva Andreïev              | A        | Russie      | Atlant Mytichtchi                                  | HK CSKA Moscou                 |                |
| 185  | Simon Stransky              | A        | Tchéquie    | HC Lev Prague                                      | HC Vítkovice (Extraliga)       |                |
| 186  | Denis Kojukhovski           | G        | Russie      | Metallurg Novokuznetsk→Salavat Ioulaïev Oufa       | Salavat Ioulaïev Oufa          |                |
| 187  | Vitali Outkine              | D        | Russie      | Metallurg Novokuznetsk                             | Altaï Barnaoul                 |                |
| 188  | Vladislav Otpouchtchennikov | G        | Russie      | Lada Togliatti                                     | Lada Togliatti                 |                |
| 189  | Nikita Dyniak               | A        | Russie      | SKA Saint-Pétersbourg                              | SKA Saint-Pétersbourg          |                |
| 190  | Semion Lougoviak            | D        | Russie      | HK CSKA Moscou                                     | HK CSKA Moscou                 |                |
| 191  | Felix Sandström             | G        | Suède       | KHL Medveščak                                      | Brynäs IF (SHL)                |                |
| 192  | Gvido Jansons               | D        | Lettonie    | Dinamo Riga                                        | Selects Hockey Academy (USPHL) |                |
| 193  | Mikhaïl Smoline             | A        | Russie      | Torpedo Nijni Novgorod                             | Torpedo Nijni Novgorod         |                |
| 194  | Arseni Ieltychev            | A        | Russie      | Salavat Ioulaïev Oufa→Avtomobilist Iekaterinbourg  | Avtomobilist Iekaterinbourg    | 5/5            |
| 195  | Fedor Vedernikov            | A        | Russie      | Salavat Ioulaïev Oufa→SKA Saint-Pétersbourg        | SKA Saint-Pétersbourg          | 1/5            |
| 196  | Alekseï Krasilnikov         | A        | Russie      | Salavat Ioulaïev Oufa                              | Salavat Ioulaïev Oufa          |                |
| 197  | Iegor Popov                 | A        | Russie      | Salavat Ioulaïev Oufa                              | Hounds de Notre Dame (SMHL)    |                |
| 198  | Alekseï Vlaskine            | D        | Russie      | Avtomobilist Iekaterinbourg                        | Tsentr Moskova                 |                |
| 199  | Daniel Krenzelok            | D        | Tchéquie    | HC Lev Prague                                      | HC Vítkovice (Extraliga)       |                |
| 200  |                             |          |             | Ak Bars Kazan                                      |                                |                |
| 201  | Arseni Lysenko              | D/AG     | Suède       | SKA Saint-Pétersbourg                              | Fribourg-Gottéron (LNA)        |                |
| 202  | Dylan Strome                | C        | Canada      | Metallurg Magnitogorsk                             | Otters d'Érié (LHO)            |                |
| 203  | Iouri Choustrov             | C        | Russie      | HK Dinamo Moscou→HK Spartak Moscou                 | HK Spartak Moscou              | 5/5            |
| 204  | Gleb Zaretchny              | A        | Russie      | HK Dinamo Moscou                                   | HK Dinamo Moscou               |                |
| 205  | Rouslan Petrichtchev        | D        | Russie      | HK Sotchi→Iougra Khanty-Mansiïsk                   | Iougra Khanty-Mansiïsk         | 1/5            |
| 206  | Adam Húska                  | G        | Slovaquie   | HK Sotchi                                          | HK Orange 20 (1.liga)          |                |
| 207  | Vili Saarijärvi             | A        | Finlande    | Jokerit                                            | Kärpät Oulu (Liiga)            |                |
| 208  | Anton Kochelev              | A        | Russie      | Lada Togliatti                                     | Metallurg Magnitogorsk         |                |